# سیکو نیزوما
سیکو نیزوما (انگلیسی: Seiko Niizuma؛ زادهٔ ۸ اکتبر ۱۹۸۰) یک خواننده اهل ژاپن است.